# رودیگر رایشه
رودیگر رایشه (انگلیسی: Rüdiger Reiche؛ زادهٔ ۲۷ مارس ۱۹۵۵) قایقران روئینگ اهل آلمان شرقی بود.
وی در مسابقات کشوری و بین‌المللی در مجموع برندهٔ ۳ مدال طلا، ۵ مدال نقره، ۱ مدال برنز شده‌است.